# ラジオCD
ラジオCD（ラジオシーディー）ないしDJCD（ディージェーシーディー）とは、ラジオ番組の総集編ないしラジオ番組調にパーソナリティがトークと音楽を交えながら進行する内容を収録したCDのことである。
ラジオドラマのドラマCDとは形態が非常に似ており、ラジオドラマ（短編コント調のもの）がミックスされたCDも存在するが、基本的には「似て非なるもの」である。

## 概要
日本で発売されているラジオCDのほとんどは、アニラジ番組のものであり、通常は、番組のトーク部分の総集編をメインとし、新録トークやNGトークが付いたものである。商品によっては、パーソナリティーが歌う番組テーマ曲やイメージソングがサービストラックとして収録されたり、あるいは全編が新規録音となることもある。また、CD-DA形式では1枚に74分（番組1・2回分）程度しか収録できないことから、CD-ROMにしてMP3形式で長時間収録することもある。まれに『福山雅治のオールナイトニッポンサタデースペシャル・魂のラジオ』（『魂リク』）のようにトーク部分以外のコーナーをCD化したものもある。
このような形態のCDが一般的になったきっかけは、文化放送ほかで放送された「もっと! ときめきメモリアル」を基にした『月刊ときめきメモリアル』であるが、今日のように爆発的にアイテム数が増えたのは、インターネットラジオの普及が大きな理由である。ラジオで気軽に聴取できる放送という媒体ではなく、パソコンによって能動的に接続しなければならないインターネットラジオは、一般向けのアピール度に欠け、地上波ラジオ番組に比べてスポンサーが付きにくく、番組制作費の捻出が難しい事情がある。しかし、有料配信にしてしまうと、少ない聴取者をますます絞ってしまう結果になる。このようなジレンマを一挙に解決する方策として、一部のインターネットラジオ番組において、無料配信後に一部のヘビーリスナーにラジオCDを買ってもらい、それを番組制作費の足しにしようという方法が採られるようになった。
最近は、無料配信でリスナーの評判を掴み、番組の評判が良ければ大々的に告知の上ラジオCDを発売し、その予想される収益を見込んで番組を続行、番組の評判が芳しくなかった場合は番組終了とほぼ同時期にラジオCDを発売して番組制作費の回収という形が一般的になっている。もちろん、配信元が一切の出費をプロモーションと割り切り、ラジオCDを出す意思がない場合や、ラジオCDを発売するほどの需要すら見込めない場合はラジオCDは出ない。
ラジオCDを売り出すインターネットラジオ番組は、通常、無料配信の際に、あえてモノラル、低音質で放送することが多い。これは、サーバーや通信回線の容量の問題もあるが、CD発売にあたって、ステレオ収録の高音質を売りにするためである。また、ほとんどの番組はストリーミング方式で配信されており、一般的な方法ではリスナーが配信番組を手元に保存することができず、これも購買意欲を高めさせる方策といえる。さらに、最近のインターネットラジオ番組の中には、無料配信ではあるがDRM信号をかけ、一定期間を過ぎると音声データを再生できないように加工し、CDを購入させようという番組も現れている。一方、『開運☆野望神社』シリーズのように、CDを販売しながらも、保存・再生に制限のない形式での配信を続けている番組も少数ながらある。
ラジオCDでも中身が数回の話をダイジェストにしてする所と、配信したそのままをCD化する所がある。
- 音泉：配信そのままをモットーにしている
- アニメイトTV：ダイジェスト版

## ラジオCDがリリースされている主な番組
- 愛とかほるのラブフェロモン!
  - らぶげ魂 愛とかほるのらぶフェロ♥
  - らぶフェロの頑張りましょう儲けましょう
- アクセル・ワールド 〜加速するラジオ〜
- 天使のしっぽ ホームパーティー
- 開運☆野望神社
- こいぬのじかん
- ここはグリーンウッド放送局
- ゼロの使い魔 on the radio 〜トリステイン魔法学院へようこそ〜
- テニスの王子様 オン・ザ・レイディオ
- 月刊ときめきメモリアル
- 伝心 まもって守護月天!
- オー!NARUTOニッポン
- 新田恵海のえみゅーじっく♪まじっく☆
- ハガレン放送局
- プリズムナイト→プリズムナイト・ツヴァイ
- プリっちラジオ
- mamiのRADIかるコミュニケーション - 番組放送20周年を記念した総集編CDを発売
- 苺衣ラジ!
- 集まれ昌鹿野編集部
- らじおん!

### アニメイトTV関連
- カンださん☆アイぽんの ネギまほラジお
- 今日からマ王!眞魔国放送協会（SHK）
- 後藤ラジオ
- さよなら絶望放送
- 少年陰陽師・彼方に放つ声をきけ～略して孫ラジ
- 聖應女学院放送局
- セイント・ビースト ケダモノたちのHEAVEN'S PARTY
- 戦国BASARA俺様らじお。
- ぱにらじだっしゅ!
- ラジオdeアイマSHOW!
- 絶対可憐放送局
- もしドラジオ程高放送部

### 音泉関連番組
- RADIO BLACK CAT
- Radio ToHeart2
- Simoun～電波 DE リ・マージョン～
- Solty Reidio
- THE IDOLM@STER RADIO
- 灯里・藍華・アリスのARIA The STATION Neo VENEZIA INFORMALE、ARIA the Station Due
- 亜美とかおりのキミキス チューニングアップ♪
- インターネットラジオ カレイドスター そらとレイラの すごい ○○ - CD-DAで1枚につき番組1回分という形式で全回数を収録したため、CD-BOX9セット、全103枚（新録の特典ディスク除く）という膨大なボリュームとなっている。
- インターネットラジオ西の善き魔女 Astraea Testament
- ウィッチブレイディオ
- うたわれるものらじお
- スクラン二学期 ウィークエンド
- はにはにラジオ

### ランティスウェブラジオ関連
- 涼宮ハルヒの憂鬱 SOS団ラジオ支部
- D.C. 〜ダ・カーポ〜 初音島放送局→初音島放送局S.S.
- 中原麻衣・ゆうまおの@ミニシアター
- ローゼンメイデン・ウェブラジオ 薔薇の香りのGarden Party→水銀燈の今宵もアンニュ〜イ

### アニラジ以外
- 新選お色気大賞
- 土曜ワイドラジオTOKYO 永六輔その新世界 特選ベスト〜泣いて笑って旅物語篇
- 松本人志の放送室
- ゆうきとつばさのひよこ
- 小沢昭一の小沢昭一的こころ